# Gulddragare
Gulddragarna var ett eget skrå som sysslade med att dra ut rent guld till tråd som kunde användas av framför allt snörmakare vid framställning av gage, ligatur, ägiljetter, galoner och liknande. Detta gjorde man genom att dra det utsmidda guldet genom successivt mindre hål tills tråden blev tunn nog. Gulddragarna var under frihetstiden inblandade i en långvarig och uppmärksammad tvist med snörmakarskrået om rätten att sälja framför allt guldgaloner. Gulddragarna i Stockholm var det skrå som hade allra högst medeltaxering (39.6 daler silvermynt i snitt, medelvärdet för hantverkare var c:a 10–15 saler silvermynt) åren 1720–1775 och var således ett skrå med synnerligen förmögna medlemmar. Under denna period fanns det 3–4 gulddragarmästare i Stockholm, det är oklart om de ens förekom i andra delar av landet. Den mest namnbekante svenske gulddragaren torde vara Carl Ernst Oldenburg.